# Адміністративний устрій Тетіївського району
Адміністративний устрій Тетіївського району — адміністративно-територіальний поділ Тетіївського району Київської області на 1 міську громаду та 9 сільських рад, які об'єднують 33 населені пункти та підпорядковані Тетіївській районній раді. Адміністративний центр — місто Тетіїв.

## Список громадТетіївського району
| № | Назва                     | Центр     | Населені пункти | Площа км² | Місце за площею | Населення (2001), осіб. | Місце за населенням |
| - | ------------------------- | --------- | --- | --------- | --------------- | ----------------------- | ------------------- |
| 1 | Тетіївська міська громада | м. Тетіїв | с. Бурківці с. Голодьки с. Горошків с. Григорівка с. Дзвеняче с. Дібрівка с. Дубина с. Михайлівка с. Ненадиха с. Перше Травня с. Ріденьке с. Росішки с. Скибинці с. Стадниця с. Степове с. Тайниця с. Тарасівка м. Тетіїв с. Черепин с. Черепинка |           |                 |                         |                     |

## Список радТетіївського району
| № | Назва                      | Центр         | Населені пункти         | Площа км² | Місце за площею | Населення (2001), осіб. | Місце за населенням |
| - | -------------------------- | ------------- | ----------------------- | --------- | --------------- | ----------------------- | ------------------- |
| 1 | Височанська сільська рада  | с. Високе     | с. Високе               |           |                 |                         |                     |
| 2 | Галайківська сільська рада | с. Галайки    | с. Галайки с. Софіпіль  |           |                 |                         |                     |
| 3 | Денихівська сільська рада  | с. Денихівка  | с. Денихівка            |           |                 |                         |                     |
| 4 | Кашперівська сільська рада | с. Кашперівка | с. Кашперівка           |           |                 |                         |                     |
| 5 | Клюківська сільська рада   | с. Клюки      | с. Клюки с. Хмелівка    |           |                 |                         |                     |
| 6 | Кошівська сільська рада    | с. Кошів      | с. Кошів с. Погреби     |           |                 |                         |                     |
| 7 | Одайпільська сільська рада | с. Одайпіль   | с. Одайпіль             |           |                 |                         |                     |
| 8 | П'ятигірська сільська рада | с. П'ятигори  | с. П'ятигори с. Молочне |           |                 |                         |                     |
| 9 | Теліжинецька сільська рада | с. Теліжинці  | с. Теліжинці            |           |                 |                         |                     |

* Примітки: м. — місто, смт — селище міського типу, с. — село, с-ще — селище